# Tanjung Telang (Merapi Barat)
Tanjung Telang is een bestuurslaag in het regentschap Lahat van de provincie Zuid-Sumatra, Indonesië. Tanjung Telang telt 854 inwoners (volkstelling 2010).